# Harold Osborn
Harold Osborn, född 13 april 1899 i Butler i Illinois, död 5 april 1975, var en amerikansk friidrottare som tävlade i höjdhopp och tiokamp.
Osborn förbättrade sitt personliga rekord i höjdhopp från 1,83 1920 till 1,99 1923. I en tävling i Urbana i Illinois 27 maj 1924 satte han världsrekord två gånger. Han klarade 2,025 i första försöket. Detta var nytt världsrekord. Strax därefter förbättrade han rekordet till 2,038 (som han klarade i andra försöket) i samma tävling. Detta rekord kom att stå sig ända fram till 13 maj 1933, då landsmannen Walter Marty hoppade 2,04 i Fresno i Kalifornien.
Osborn blev olympisk mästare då han vann höjdtävlingen vid sommar-OS 1924 i Paris med ett hopp på 1,98. Tvåa blev landsmannen Leroy Brown med 1,95. På tredje plats kom Pierre Lewden från Frankrike med höjden 1,92.
Men mästerskapet var inte ännu slut för Osborn. Han ställde även upp i tiokampen, där han segrade på resultatet 7 710,775 poäng, även det nytt världsrekord. Osborn blev därmed den förste (och hittills ende) som har vunnit olympiskt guld i både tiokamp och i en annan gren. Detta fick världspressen att kalla honom "världens främste idrottsman".
Harold Osborn deltog också i friidrott vid sommar-OS 1928 i Amsterdam, men kunde inte infria de på förhand högt ställda förväntningarna och hamnade bara på femte plats i höjdtävlingen.